# Neyraudia
Neyraudia és un gènere de plantes de la subfamília de les cloridòidies, família de les poàcies. És originari d'Àfrica, Madagascar i Xina.
Fou descrit per Joseph Dalton Hooker i publicat a The Flora of British India 7(22): 305. 1897[1896].

Neyraudia és l'anagrama del gènere Reynaudia de la mateixa família.

## Taxonomia
- Neyraudia acarifera
- Neyraudia arundinacea
- Neyraudia curvipes
- Neyraudia fanjingshanensis
- Neyraudia madagascariensis
- Neyraudia mezii
- Neyraudia montana
- Neyraudia reynaudiana
- Neyraudia thouarsii